# Restes prehistòriques de sa Llapassa
Les restes prehistòriques des sa Llapassa són un jaciment arqueològic situat al lloc anomenat Camp de ses Pedres a la possessió de sa Llapassa del municipi de Llucmajor, Mallorca. Està destruït en gran part i només hom hi troba un conjunt de pedres remogudes i aïllades, tot i que n'hi ha algunes que es troben "in situ", sense que es pugui veure cap tipus d'estructura. No s'hi han trobat restes de ceràmica.